# Repubblica del Kuwait
La Repubblica del Kuwait (in arabo جمهورية الكويت‎?) è stata una repubblica fantoccio di breve durata formata in seguito all'invasione irachena del Kuwait il 4 agosto 1990 durante le prime fasi della Guerra del Golfo, durante l'invasione il Consiglio del Comando della Rivoluzione iracheno affermò di aver inviato le sue truppe in Kuwait per assistere un colpo di Stato interno iniziato dai "Rivoluzionari Kuwaitiani", un governo provvisorio del Kuwait libero fu istituito il 4 agosto 1990 dalle autorità irachene sotto la guida di 9 ufficiali militari kuwaitiani (4 colonnelli e 5 maggiori) capeggiati da Alaa Hussein Ali a cui furono conferite le cariche di capo di Stato, comandante in capo, ministro della difesa e ministro degli interni.